# La République française
La République française war eine täglich erscheinende französische Zeitung.

## Geschichte
Die Zeitung wurde am 7. November 1871 von Léon Gambetta gegründet. Er blieb bis zu seinem Tode 1882 Chefredakteur des Blattes. Zeitweise war Joseph Reinach der Chefredaktor der Zeitung. Auch Eugène Spuller, späterer Erziehungs- und Außenminister Frankreichs, übte diese Funktion aus. Für die Zeit vom 16. Juni 1900 bis zum 17. August 1902 hieß die Zeitung La République. Am 12. Juli 1924 stellte sie ihr Erscheinen ein.
Die Wiener Schriftstellerin Clara Schreiber (1848–1905) meinte über die Pariser Presse und speziell zur La République française in ihren Skizzen Eine Wienerin in Paris (1884) zum Tode Gambettas: „Die »République Française«, das Leibjournal des Mannes von Cahors, war nur bedeutend, so lange man darin nach den Anschauungen desselben suchte. Spuller und Ranc haben vielleicht den Willen, aber gewiß nicht die Kraft, das geistige Erbe Gambettas fortzuführen.“